# Nižné Terianske pleso
Nižné Terianske pleso (deutsch Unterer Terianskosee, ungarisch Alsó-Terianszko-tó, polnisch Niżni Teriański Staw) ist ein Bergsee (genauer ein Karsee) auf der slowakischen Seite der Hohen Tatra.
Er befindet sich im Tal Nefcerka (deutsch Neftzertal) im Talsystem der Kôprová dolina und seine Höhe beträgt 1940 m n.m. Seine Fläche liegt bei 55.580 m², er misst 360 × 235 m und ist bis zu 47,3 m tief. Der See ist die Quelle des Nefcerský potok, der weiter westwärts als linksseitiger Zufluss des Kôprovský potok im Einzugsgebiet der Belá fließt.
Die Herkunft der Namensbestandteils Terianske ist nicht geklärt. Zusammen mit den höher liegenden Seen Vyšné Terianske pleso und Malé Terianske pleso werden die Seen auch kollektiv Terianske plesá bezeichnet. Im Deutschen und Ungarischen gab es seltener die Namen Medzikrivaner See beziehungsweise Medzikriván-tó (z. B. Jahrbuch 1877 des Ungarischen Karpathenvereins), die auf die Lage zwischen den Zweigen des Seitengrats des Kriváň hinweisen.
Der See ist wie das gesamte Tal Nefcerka für Touristen als nationales Naturreservat gesperrt, dies gilt auch für Mitglieder der Alpinvereine und Touristen mit einem Bergführer. Deshalb ist er legal nur vom südwestlich gelegenen Gipfel des Kriváň zu sehen.